# 独龙十大功劳
独龙十大功劳（学名：Mahonia taronensis）为小檗科十大功劳属的植物，为中国的特有植物。分布于中国大陆的西藏、云南等地，生长于海拔1,500米至3,000米的地区，多生于林下或林缘，目前尚未由人工引种栽培。